# Abelland
Abelland (tysk: Appelland; nordfrisisk: Apellö(ö)n) var en mindre hallig (≈uinddigede marskø) i det nordfrisiske vadehav i det vestlige Sønderjylland / Slesvig. Den nævnes som et eget sogn i kystlandskabet Strand i Friselagen (≈Nordfrisland) i perioden før den store manddrukning i 1362. Senere dannede Abelland et sogn sammen med Grøde og Habel. Abbelland er nu helt vokset sammen med nabohallig Grøde. Nord for Abelland lå den tidligere hallig Hingstnes (Hingstnæs).[kilde mangler]
Stednavnet betyder Æblernes land.